# Монтиньи-сюр-Креси
Монтиньи́-сюр-Креси́ (фр. Montigny-sur-Crécy) — коммуна во Франции, находится в регионе Пикардия. Департамент коммуны — Эна. Входит в состав кантона Марль. Округ коммуны — Лан.
Код INSEE коммуны — 02517.

## Население
Население коммуны на 2010 год составляло 309 человек.
| 1962 | 1968 | 1975 | 1982 | 1990 | 1999 | 2010 |
| ---- | ---- | ---- | ---- | ---- | ---- | ---- |
| 356  | 323  | 308  | 303  | 306  | 312  | 309  |

## Экономика
В 2010 году среди 198 человек трудоспособного возраста (15—64 лет) 154 были экономически активными, 44 — неактивными (показатель активности — 77,8 %, в 1999 году было 77,0 %). Из 154 активных жителей работали 137 человек (83 мужчины и 54 женщины), безработных было 17 (9 мужчин и 8 женщин). Среди 44 неактивных 3 человека были учениками или студентами, 15 — пенсионерами, 26 были неактивными по другим причинам.